# A-League (Amerika)
De originele Amerikaanse A-League (voorheen American Professional Soccer League) was een onafhankelijke Noord-Amerikaanse professionele voetbalcompetitie die bestond tussen 1990 en 1996.
In 1990 fuseerden het derde niveau van de American Soccer League met de Western Soccer League tot American Professional Soccer League (APSL). Er werd nog steeds gescheiden gespeeld in een American Soccer Conference en een Western Conference. Pas in de finale speelde de winnaars van beide Conferences tegen elkaar. 
Nadat in 1993 de Canadian Soccer League failliet was gegaan, traden er drie Canadese elftallen toe. In 1994 werd de APSL de eerste door de FIFA geaccepteerde tweede divisie in Amerika na het faillissement van het tweede niveau van de American Soccer League in 1983. In 1995 veranderde de competitie van naam in A-League en werd in 1996 erkend als hoogste Canadese competitie. Na 1996 fuseerde de A-League met de USISL Select League van de United Soccer Leagues (USL) en ging onder auspiciën van de USL verder onder de naam A-League (die in 2005 omgedoopt werd tot USL First Division).

## Kampioenen
| Seizoen | Kampioen                     |
| ------- | ---------------------------- |
| 1990    | Maryland Bays                |
| 1991    | San Francisco Bay Blackhawks |
| 1992    | Colorado Foxes               |
| 1993    | Colorado Foxes               |
| 1994    | Montreal Impact              |
| 1995    | Seattle Sounders             |
| 1996    | Seattle Sounders             |

## Historisch overzicht elftallen
| - Albany Capitals (1990-91) - Arizona Condors (1990) - Atlanta Ruckus (1995-96) - Boston Bolts (1990) - California Emperors (1990) - Colorado Foxes (1990-96) - Fort Lauderdale Strikers (1990-94) - Los Angeles Heat (1990) - Los Angeles Salsa (1993-94) - Maryland Bays (1990-91) - Miami Freedom (1990-92) - Montreal Impact (1993-96) - New Jersey Eagles (1990) - New Mexico Chiles (1990) - New York Centaurs (1995) - New York Fever (1996) | - Orlando Lions (1990) - Penn-Jersey Spirit (1990-91) - Portland Timbers (1990) - Real Santa Barbara (1990) - Rochester Raging Rhinos (1996) - Salt Lake Sting (1990-91) - San Diego Nomads (1990) - San Francisco Bay Blackhawks (1990-92) - Seattle Sounders (1994-96) - Seattle Storm (1990) - Tampa Bay Rowdies (1990-93) - Toronto Blizzard (1993) - Toronto Rockets (1994) - Vancouver 86ers (1993-96) - Washington Diplomats (1990) - Washington Stars (1990) |